# Живојин Стефановић
Живојин Стефановић је српски вајар.

## Биографија
Дипломирао је вајарство на Факултету ликовних уметности Универзитета уметности у Београду и завршио је специјалку у Београду. Током студија је путовао у Италију, Француску и Немачку. Самостално је излагао у Београду 1966. године. Излагао је на групним изложбама Удружења ликовних уметника Србије од 1956, Октобарском салону 1962. и изложбама скулптуре у слободном простору Београда од 1963. Добитник је награде „Златно длето” на изложби УЛУС-а 1960. године. Његова скулптура је изложена у парку у Хан Пијеску и низ скулптура на гробљима.